# Шесть секретных учений
Шесть секретных учений (кит. трад. 六韜, упр. 六韬, пиньинь liù tāo, палл. лю тао) — один из семи классических китайских военных трактатов. Автором наставлений, содержащихся в данном трактате, считается китайский стратег периода Чжоу Цзян Цзыя (кит. упр. 姜子牙, пиньинь Jiāng Zǐyá), также известный как Тайгун (кит. упр. 太公, пиньинь Tàigōng), который жил в XI веке до нашей эры. Текст построен в виде наставлений, которые Цзян Цзыя адресует правителю династии Чжоу Вэнь-Вану, целью которого является свержение династии Шан. Среди рассматриваемых тем не только вопросы, связанные с ведением военных действий, но и с эффективным государственным управлением.
Начиная с династии Сун (960—1279), трактат рассматривался как подделка, которая не могла быть написана до конца Ханьской эпохи. С открытием бамбуковых текстов Иньцюэшань (1972) и Динсянь (1973) эта концепция была опровергнута многочисленными цитатами, доказывающими существование глав «Лю тао» уже в династию Хань (206 до н. э.—220 н. э.). Современными исследователями трактат датируется периодом Сражающихся царств, однако есть мнение, что он мог основываться на более древних учениях. 

## Содержание
1. Гражданская стратегия (кит. трад. 文韜, упр. 文韬, пиньинь wéntāo). Рассмотрены вопросы государственной политики, направленной на усиление государства, его вооружённых сил и обороноспособности. Подчёркивается необходимость сильной экономики.
2. Военная стратегия (кит. трад. 武韜, упр. 武韬, пиньинь wǔtāo). Указывается, что более предпочтительной является та победа, которая одержана без боя. Для этого необходимо оказывать воздействие на противника мирными методами.
3. Стратегия дракона (кит. трад. 龍韜, упр. 龙韬, пиньинь lóngtāo). В данной главе обсуждается, главным образом, военная организация и дисциплина. Важную роль здесь играют личные качества командующих.
4. Стратегия тигра (кит. трад. 虎韜, упр. 虎韬, пиньинь hǔtāo). Здесь рассматривается военная техника, различные аспекты тактики и командования.
5. Стратегия леопарда (кит. трад. 豹韜, упр. 豹韬, пиньинь bàotāo). В данной главе уделено внимание зависимости тактики от рельефа местности.
6. Стратегия собаки (кит. трад. 犬韜, упр. 犬韬, пиньинь quǎntāo). Рассматривается ряд разнообразных вопросов, основное внимание уделяется трём родам войск — воинам на боевых колесницах, пехоте и коннице, их особенностям и взаимодействию друг с другом.